# John Williams (homme politique canadien)
Pour les articles homonymes, voir Williams et John Williams.
John Glass Williams (né le 31 décembre 1946 à Aberdeenshire, en Écosse et mort le 15 juillet 2024) est un comptable et homme politique canadien.

## Biographie
Il est actuellement député à la Chambre des communes du Canada, représentant la circonscription albertaine de Edmonton—St. Albert depuis l'élection fédérale de 1993.
D'abord élu sous la bannière du Parti réformiste, il suit les transformations de ce parti, siégeant avec l'Alliance canadienne de 2000 à 2003 pour finalement se joindre au Parti conservateur du Canada lors de la création de celui-ci par la fusion de l'Alliance avec le Parti progressiste-conservateur du Canada.
Il est membre du Comité permanent des comptes publics de la Chambre des communes.
En août 2006, il annonce qu'il ne sera pas candidat lors de la prochaine élection fédérale.
John Williams meurt le 15 juillet 2024 à l'âge de 77 ans.